# Walter Wolf Racing
Walter Wolf Racing je bivša momčad i konstruktor Formule 1, koja je u tom natjecanju kao momčad sudjelovala od 1976. do 1979., a kao konstruktor od 1977. do 1979.
Kanadski poduzetnik Walter Wolf je 1976. kupio 60% momčadi Frank Williams Racing Cars. Istodobno je kupio i imovinu Hesketh Racinga, te kupio opremu iz Embassy Hilla. Momčad je bila smještena u objektu Williamsa, u Reading u Engleskoj, ali je nastupala pod kanadskom zastavom. Većinu opreme koju je momčad koristila je ustvari pripadala Heskethu. Tako je bolid Hesketh 308C preimenovan u Wolf–Williams FW05. Momčad je u prvoj sezoni imala čak osam vozača, među kojima su bili Jacky Ickx i Chris Amon, no nije osvojila nijedan bod. Krajem sezone, Wolf je maknuo Frank Williamsa s mjesta menadžera momčadi, te postavio Petera Warra iz Lotusa. Williams je nakon toga otkazao suradnju, a za sljedeću 1977. Walter Wolf Racing je pripremio svoj bolid WR1. Momčad je dovela i novog vozača Jodyja Schecktera, koji je ustvari bio jedini vozač Walter Wolf Racinga te sezone.
Sezona je počela odlično. Na prvoj utrci na VN Argentine, Scheckter je došao do pobjede. Nakon odustajanja na VN Brazila, uslijedila su tri postolja te opet pobjeda, ovoga puta na VN Monaka. U tim trenucima Scheckter je bio vodeći vozač prvenstva, no odustajanja na sljedeće četiri utrke, smanjili su Scheckterove šanse za osvajanjem naslova. Osim na VN Japana kada je završio na 10. mjestu, Scheckter je svaku utrku koju bi prošao ciljem završio na postolju. Na VN Kanade ostvario je posljednju pobjedu za Walter Wolf Racing u Formuli 1. Sezonu je završio na 2. mjestu s 55 bodova, dok je Wolf-Ford s istim brojem bodova sezonu završio na 4. mjestu u poretku konstruktora.
Sezona 1978. je bila nešto slabija nego prethodna. Scheckter je prve bodove osvojio na četvrtoj utrci na VN Monaka kada je završio na 3. mjestu. U sljedećih pet utrka osvaja tek 4 boda, a onda na VN Njemačke ciljem prolazi kao drugoplasirani iza pobjednika Marija Andrettija. Još jedno drugo i jedno treće mjesto na posljednje dvije utrke u SAD-u i Kanadi bili su dovoljni za 24 boda i peto mjesto u poretku konstruktora, dok je Scheckter s istim brojem bodova bio sedmi u poretku vozača. Na zadnje dvije utrke za momčad je vozio i Bobby Rahal koji nije osvojio bodove.
Sljedeće 1979. Scheckter odlazi u Ferrari, a na njegovo mjesto dolazi James Hunt. Sezona je počela loše, a završila još gore. Hunt je na prvih sedam utrka ciljem prošao samo jednom i to na VN Južne Afrike kada je završio na 8. mjestu. Nakon što je odustao na VN Monaka po šesti put u sedam utrka, Hunt je napustio momčad, a zamijenio ga je Keke Rosberg. Finac je prvu utrku na VN Francuske završio na 9. mjestu, a na sljedećih pet od šest utrka je odustao. Na onoj šestoj na VN Kanade se nije uspio niti kvalificirati za utrku. Tako je momčad sezonu završila bez bodova i na kraju napustila Formulu 1.

## Vozači
Jody Scheckter (1977.-1978.)
 Bobby Rahal (1978.)
 James Hunt (1979.)
 Keke Rosberg (1979.)

## Vanjske poveznice
- Walter Wolf Racing F1stats